# Hispanic American Historical Review
Hispanic American Historical Review (Revista Histórica Americana Hispánica, HAHR) es una revista académica trimestral, revisada por pares, sobre historia latinoamericana, la publicación oficial de la Conferencia sobre Historia Latinoamericana, una organización profesional de historiadores de Hispanoamérica. Fundada en 1916, HAHR es la revista más antigua de la historia de América Latina y, desde 1926, publicada por Duke University Press. El 1 de julio de 2017, la responsabilidad editorial pasó de la Universidad de Duke a Penn State para el período 2017-2022.

## Historia
La revista fue fundada por un grupo de historiadores latinoamericanos dentro de la Asociación Histórica Estadounidense, quienes se reunieron para crear una estructura institucional para esta rama de la historia. Los latinoamericanistas se sintieron marginados dentro de la AHA, con pocas sesiones en la reunión anual y espacio limitado dentro de The American Historical Review. La Revista Histórica Hispanoamericana fue fundada en 1916 en la reunión de la AHA en Cincinnati, originalmente para haber tenido el título Revista Histórica Iberoamericana. En el primer número de la revista en 1918, J. Franklin Jameson, uno de los fundadores de la Asociación Histórica Estadounidense, saludó el establecimiento de HAHR como un paso adelante, indicando el crecimiento de la historia latinoamericana como campo. La revista tenía un consejo editorial inicial de seis personas: Charles E. Chapman, Isaac J. Cox, Julius Klein, William R. Manning, James A. Robertson y William Spence Robertson, además de dos editores asesores: Herbert E. Bolton y William R. Shepherd.
La revista publicó números durante cuatro años, pero fracasó por falta de financiación hasta 1926, cuando intervino Duke University Press, albergando la revista y brindándole apoyo financiero, colocando a la revista sobre una base firme desde entonces. La revista es anterior a la fundación de la Conferencia sobre Historia Latinoamericana en 1926 como entidad dentro de la Asociación Histórica Estadounidense. Hasta la fundación de la revista The Americas en 1944, HAHR fue el principal medio de publicación de artículos académicos sobre la historia de América Latina.
En 1949, la revista publicó tres artículos que valoraban la historia de la publicación durante sus primeros treinta años. El artículo de Lesley Byrd Simpson contiene una serie de tabulaciones de artículos por período de tiempo y encontró que sólo el 10% trataba sobre el siglo XX, el 44% sobre el siglo XIX, teniendo el período colonial un 14% para el siglo XVI, un 15% para el XVIII. siglo, 4,5 para artículos generales de la época colonial y sólo 4% para el siglo XVII. México tuvo la mayor cantidad de artículos relacionados con su historia, un 24%, Brasil un 11,5%, el Caribe (Las Antillas), un 11,5% y las zonas fronterizas españolas que ahora forman parte de Estados Unidos un 10%. En términos de campos, la historia diplomática tuvo la mayor cantidad de artículos con un 28%, la biografía el 16%, la historia económica el 13%, la historia social el 12% y la historia institucional el 10%. Simpson instó a un "enfoque genético de los problemas históricos sin el cual no podemos esperar ampliar nuestros horizontes". Otro artículo con motivo del volumen 30 de HAHR fue el de Charles W. Hackett, quien también hizo tabulaciones del corpus, identificando a los autores con más publicaciones. La tercera evaluación, de Howard F. Cline, pedía "una consideración seria de los métodos que fueron una consecuencia de la 'Nueva Historia'" y "restaurar a nuestra historiografía particular una profundidad de conocimiento, una parte de su base humanista, " con jóvenes historiadores sumergiéndose en las tradiciones historiográficas del campo.
En 1960, HAHR publicó la traducción de un análisis del contenido de la revista realizado por un estudioso soviético de América Latina, IR Lavretskii. El objetivo de los editores de HAHR al publicarlo era "demostrar lo que los historiadores soviéticos están haciendo en la historia de América Latina". El artículo de Lavretskii fue precedido por uno breve de J. Gregory Oswald, "Una crítica soviética de la revisión histórica hispanoamericana", en el que sugiere que, basándose en el artículo de Lavretskii, "la erudición histórica en la URSS sigue siendo una rama de la política". El artículo de Lavretskii evalúa una serie de artículos de HAHR y concluye diciendo: "Un estudio de los materiales de HAHR indica que los latinoamericanistas oficiales de los EE.UU. falsifican y distorsionan la verdad histórica para beneficiar al imperialismo". Siguieron cartas al editor, pero la revista puso reparos en publicarlas. "Que la HAHR publique refutaciones de sólo algunas de las declaraciones sugeriría que las restantes son correctas y aceptables, una impresión que sería injusta para los otros historiadores capitalistas que fueron seleccionados para llamar la atención".

## Información de la revista
Hay cuatro números por año en febrero, mayo, agosto y noviembre, que se publican en una versión encuadernada en papel y una versión electrónica. Los números contienen de tres a cinco artículos, ocasionalmente un foro de discusión, de treinta y cinco a cuarenta reseñas de libros y obituarios, así como anuncios de libros en el campo. Cada número suele tener 200 páginas. Algunos números tienen artículos relacionados temáticamente. Las reseñas de libros se clasifican por período de tiempo: antecedentes, época colonial, siglo XIX y época moderna, con una categoría para "generales y fuentes". Hay reseñas de libros de diversa extensión, generalmente de una sola monografía o volumen editado. Los artículos se someten a un proceso de revisión por pares. La revista solicita reseñas de libros.
Uno o más académicos actúan como editores de la revista con un consejo asesor cuyos miembros cumplen mandatos de cinco años. El(los) editor(es) forman parte del comité ejecutivo de la Conferencia de Historia Latinoamericana. El Premio James A. Robertson del CLAH es para el mejor artículo publicado en HAHR en un año determinado.